# Přeliv (hydraulika)
Přeliv je stavba využívaná ve vodohospodářství.
Voda přepadá přes přeliv - přeliv je konstrukce, oproti tomu přepad je hydraulický jev.
Přelivů je řada různých typů - měrné přelivy (ostrohranné), přelivy praktického profilu, přelivy proudnicové, používané na velkých vodních dílech, přelivy se širokou korunou, a patří sem i přelévané pohyblivé uzávěry jezů a hrazených bezpečnostních přelivů přehrad. Pro typy přelivů, používané jako měrná zařízení pro měření průtoků, existují mezinárodní normy ISO (často i jako ČSN ISO), kterým musí daný přeliv a jeho uspořádání vyhovovat; norma vždy uvádí i způsob výpočtu průtoku včetně všech potřebných součinitelů, a jeho nejistoty. Pro jiné typy lze nalézt relevantní údaje v literatuře.

## Přepad
Přepad lze definovat jako výtok otvorem neomezené výšky, resp. jehož horní hrana nezasahuje do proudu vytékající vody. Přepad zpravidla vzniká tím, že nejčastěji napříč proudu je postavena stěna (často mohutná překážka - jez, přehradní hráz a pod.), která vzduje vodu natolik, že voda začne přes překážku přetékat - přepadat. Konstrukci označujeme jako přeliv, její nejvyšší místo jako přelivnou hranu (u přelivů ostrohranných) nebo jako korunu přelivu. Přepadající proud vody je přepadový paprsek.

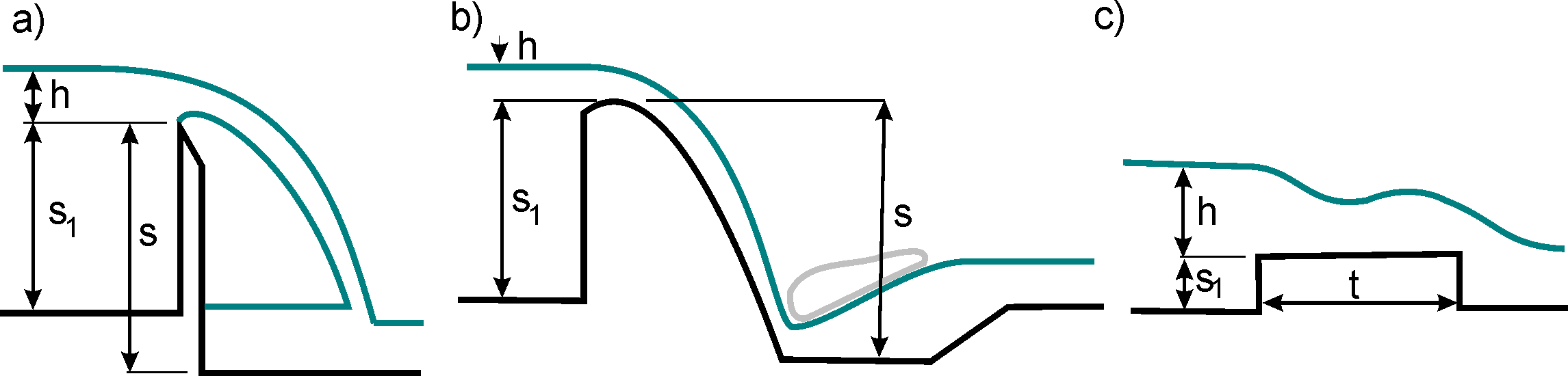
a) přeliv s ostrou hranou, b) přeliv jezového tělesa, c) přeliv se širokou korunou - vždy dokonalý přepad

Na proudění na přelivu má podstatný vliv tvar a tloušťka stěny přelivu; z tohoto hlediska se přelivy dělí na ostrohranné, přelivy jezové nebo přehradní, přelivy se širokou korunou, a přelivy zvláštní (např. postranní, násoskové nebo šachtové). Podle toho, zda je délka přelivné hrany rovna šířce přívodního kanálu nebo je užší rozlišujeme přelivy bez bočního zúžení a s bočním zúžením (boční kontrakcí). Podle půdorysného uspořádání může být přeliv (jmenovitě jezový) čelní, šikmý, lomený, případně i obloukový. Podle toho, zda přepad není či je ovlivněn hladinou vody v odpadním korytě pod přelivem rozlišujeme přepad dokonalý a nedokonalý (zatopený).
Základním parametrem přepadu je (kromě typu a vlastností přelivu přes který voda přepadá) přepadová výška {\displaystyle h} [m]. Přepadová výška je výška hladiny nad přelivnou hranou či korunou přelivu, měřená v takové vzdálenosti nad přelivem, kde již není patrné snížení hladiny, k němuž na přelivu dochází vlivem nerovnoměrného proudění. Standardně se uvádí, že tato vzdálenost je rovna {\displaystyle (3-4)h}. Pro měrné přelivy (kde se přepadová výška měří vhodným čidlem) se zpravidla uvažuje přepadová výška největšího očekávaného průtoku.

### Ostrohranné přelivy
Přeliv se uvažuje jako ostrohranný, pokud tloušťka přelivné stěny {\displaystyle t<0,67h}, kdy dojde k odtržení přepadového paprsku od konstrukce. 

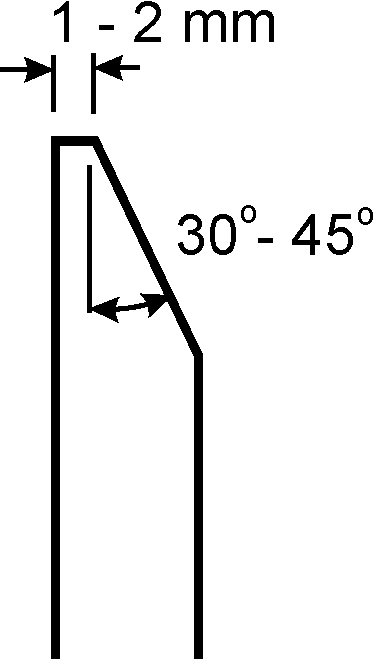
provedení "ostré hrany"

 Standardní měrné přelivy mají přelivnou hranu upravenou tak, aby odtržení paprsku bylo spolehlivě zajištěno. Přelivná hrana musí být vyrobena co nejpřesněji a nejčistěji, bez otřepů a poškození, z materiálu který je dostatečně pevný a odolný proti vlivům prostředí (nejlépe mosaz či nerezová ocel), a přesně osazena na přelivnou stěnu tak, aby její návodní povrch (na obr. vlevo) lícoval s návodním povrchem stěny přelivu. U obdélníkových a lichoběžníkového přelivu musí být přelivná hrana přesně vodorovná, u přelivů trojúhelníkových (vždy rovnoramenných) musí být osa trojúhelníku svislá.
Vztah mezi přepadovou výškou {\displaystyle h} [m] na přelivu a průtokem {\displaystyle Q} [m3s−1] je popsán rovnicí Poleniovou (též Dubuatovou) - odvození těchto i dalších viz literatura
{\displaystyle Q={2 \over 3}\mu b{\sqrt {2g}}\ h^{3/2}}
kde {\displaystyle \mu } [-] je součinitel přepadu, {\displaystyle b} [m] délka přelivné hrany a {\displaystyle g} [ms−2] gravitační zrychlení, případně rovnicí Weisbachovou
{\displaystyle Q={2 \over 3}\mu b{\sqrt {2g}}\ [(h+k)^{3/2}-k^{3/2}]}
kde {\displaystyle k} [m] je rychlostní výška přítokové rychlosti, {\displaystyle k=\alpha v_{0}^{2}/2g}, kde {\displaystyle v_{0}} je střední průřezová rychlost v přívodním kanálu (tzv. přítoková rychlost).

#### Bazinův přeliv
Bazinův přeliv je obdélníkový přeliv bez postranního zúžení - přelivná hrana délky {\displaystyle b} má šířku přívodního kanálu {\displaystyle B} [m] ({\displaystyle b=B}). Vzhledem k tomu, že přepadový paprsek jde od jedné boční stěny žlabu ke druhé, musí být prostor pod paprskem vhodným způsobem (např. trubkou dostatečného průměru) spojen s okolní atmosférou, aby v prostoru pod přepadovým paprskem byl zaručen atmosférický tlak; jinak by se kapacita přelivu mohla měnit oproti standardní.
Na základě řady měření Bazin odvodil pro svoji rovnici přepadu (v poněkud jiném tvaru než výše uvedené):
{\displaystyle Q=mb{\sqrt {2g}}\ h^{3/2}}
součinitel přepadu {\displaystyle m} [-] ve tvaru
{\displaystyle m={\biggl (}0,405+{0,003 \over h}{\biggr )}\left[1+0,55{\biggl (}{h \over {h+s_{1}}}{\biggr )}^{2}\right]}
kde {\displaystyle s_{1}} [m] je výška přelivné hrany nade dnem přívodního kanálu. Kromě vzorce Bazinova existuje ještě několik dalších (např. Frese, Rehbock, SIA); výsledky se poněkud liší, údajně díky různým uspořádáním přívodního kanálu.

#### Přeliv Ponceletův
Ponceletův přeliv je obdélníkový přeliv s bočním zúžením - délka přelivné hrany {\displaystyle b} je menší než šířka {\displaystyle B} přívodního kanálu. Výpočet se provádí Bazinovou rovnicí (viz výše), součinitel přepadu se však získá ze vztahu
{\displaystyle m=\left[0,405+{0,0027 \over h}-0,03{\biggl (}1-{b \over B}{\biggr )}\right]\left[1+0,55{\biggl (}{S \over S_{0}}{\biggr )}^{2}\right]}
kde {\displaystyle S} [m2] je průtočná plocha ve výřezu přelivu, {\displaystyle S_{0}} [m2] průtočná plocha přívodního kanálu.

#### Přelivy trojúhelníkové
Přelivy s rovnoramenným trojúhelníkovým výřezem jsou vhodné zejména pro měření menších až malých průtoků (pro menší vrcholové úhly). Rovnice přepadu je v tomto případě
{\displaystyle Q=m{\sqrt {2g}}\ \tan {\alpha  \over 2}h^{5/2}}
kde součinitel přepadu je závislý na vrcholovém úhlu přelivu. Pro vrcholové úhly v rozsahu 25–100° lze jeho hodnoty (v grafické formě) nalézt v literatuře. Též lze pro výpočet průtoku použít vzorec Graveho, platný pro přelivy vrcholových úhlů v rozmezí {\displaystyle \alpha \in \langle {20^{\circ };120^{\circ }}\rangle }, ve tvaru
{\displaystyle Q=1,331{\Bigl (}\tan {\alpha  \over 2}{\Bigr )}^{0,996}h^{2,47}},
rozdíl mezi výpočtem touto rovnicí a s použitím grafu Kulina je pro {\displaystyle \alpha >45^{\circ }}menší než 2 %.
Pro nejčastěji užívaný úhel 90° (tzv. Thomsonův přeliv) lze použít rovnici Thomsonovu
{\displaystyle Q=1,4h^{5/2}}
nebo novější rovnici Kingovu
{\displaystyle Q=1,343h^{2,47}}.

#### Přeliv lichoběžníkový (Cippolettiho)
má sklon boků 1:4 a průtok se počítá ze vztahu
{\displaystyle Q\approx 1,86h^{3/2}}.
Přitom má být {\displaystyle b\geq 3h}.

### Přelivy praktického profilu a přelivy proudnicové
Průtok přes přelivy tvaru pravoúhlé silnější stěny nebo lichoběžníku se počítá podle výše uvedených rovnic; příslušné součinitele přepadu lze nalézt v literatuře.
Na větších a velkých vodních dílech se již dlouho standardně používají přelivy proudnicové. Jejich tvar je odvozen z tvaru spodní obálky přepadového paprsku (původně proměřené Bazinem), obecně udávané rovnicí {\displaystyle y=ax^{n}}, kde {\displaystyle x} a {\displaystyle y} jsou souřadnice plochy a {\displaystyle a} a {\displaystyle n} součinitelé (pro beztlakovou Scimemiho přelivnou plochu a návrhovou přepadovou výšku {\displaystyle h=1} [m] je {\displaystyle a=0,5} a {\displaystyle n=1,85}, pro jiné návrhové přepadové výšky obě souřadnice touto výškou přenásobíme). Tato rovnice platí pro přelivnou plochu od koruny přelivu níže na vzdušné straně; na návodní straně je obvykle tvar paprsku interpolován složeným obloukem.

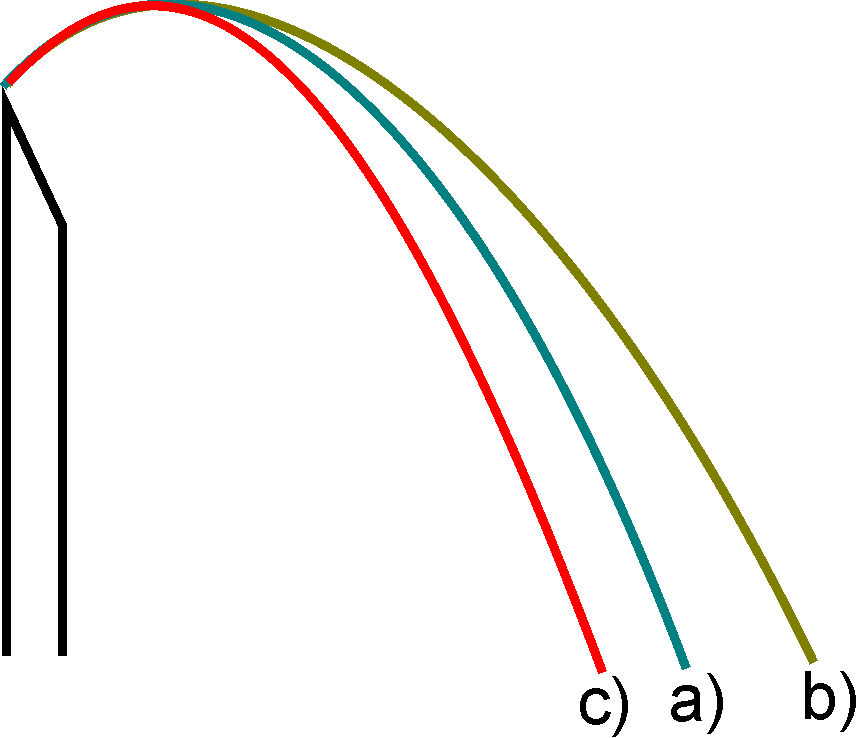
proudnicový přeliv: a) beztlakový (spodní obálka přepadového paprsku); b) tlakový; c) podtlakový

Podle toho, nakolik tvar přelivné plochy odpovídá tvaru přepadového paprsku (a tedy i jaký je tlak na přelivné ploše vůči tlaku atmosférickému), se přelivné plochy dělí na beztlakové, tlakové a podtlakové. U beztlakových přelivná plocha sleduje spodní obálku paprsku, u tlakových je souřadnice {\displaystyle x} poněkud větší (přenásobena součinitelem >1), u podtlakových naopak menší než odpovídá spodní obálce. Podtlakové plochy mají vyšší součinitel přepadu než beztlakové, ovšem na druhou stranu je na nich nebezpečí vzniku kavitace, odtrhávání přepadového paprsku a podobných dynamických jevů, které mohou nepříznivě ovlivňovat konstrukci (proto je tento typ plochy zcela nepřípustný pro pohyblivé hradicí konstrukce). Plochy tlakové mají naopak poněkud nižší součinitel přepadu než plochy beztlakové. Dochází však ještě k dalšímu jevu - beztlaková plocha je vždy navržena pro určitou tzv. návrhovou přepadovou výšku, která vychází z požadované kapacity přelivu. Pokud je však skutečná přepadová výška menší než návrhová, chová se přelivná plocha jako tlaková, pokud je větší než návrhová, chová se plocha jako podtlaková (větší součinitel přepadu, čili vyšší kapacita přelivu). Toho se při návrhu bezpečnostních přelivů přehradních hrází často využívá - pro velké (povodňové) průtoky s velkou dobou opakování (malou pravděpodobností výskytu) se využívá právě této vlastnosti.
U nás byla populární beztlaková přelivná plocha Scimemiho (viz výše, s {\displaystyle m=0,51}) a tlaková plocha Smetanova, kterou získáme, budeme-li při výpočtu jednotkových souřadnic plochy uvažovat místo základní přepadové výšky {\displaystyle h=1} přepadovou výšku {\displaystyle h'=1,1}. Součinitel přepadu Smetanovy plochy je pro návrhovou přepadovou výšku {\displaystyle m=0,499}, pro jiné přepadové výšky je
{\displaystyle m=0,499{\biggl (}0,63+0,37{\sqrt {h \over h_{n}}}{\biggr )}}
kde {\displaystyle h} je příslušná přepadová výška (a {\displaystyle h\leq h_{n}}) a {\displaystyle h_{n}} je přepadová výška návrhová.
Tyto plochy jsou vhodné zejména pro vysoké hráze, kde je přítoková rychlost zanedbatelná; pro nízká (i vysoká) vodní díla jsou vhodnější přelivné plochy podle WES, které v parametrech plochy zahrnují i vliv přítokové rychlosti a navíc dovolují použít též skloněný návodní líc hráze. Proudnicové přelivné plochy u vyšších vodních děl zpravidla přecházejí do šikmé roviny vzdušního líce vodního díla, který zpravidla končí ve vývaru. V některých případech mohou přecházet do tzv. lyžařského můstku, který vodní paprsek odhazuje od paty hráze (u nás např. V.D. Slapy), nebo do jiné úpravy.

### Přeliv se širokou korunou

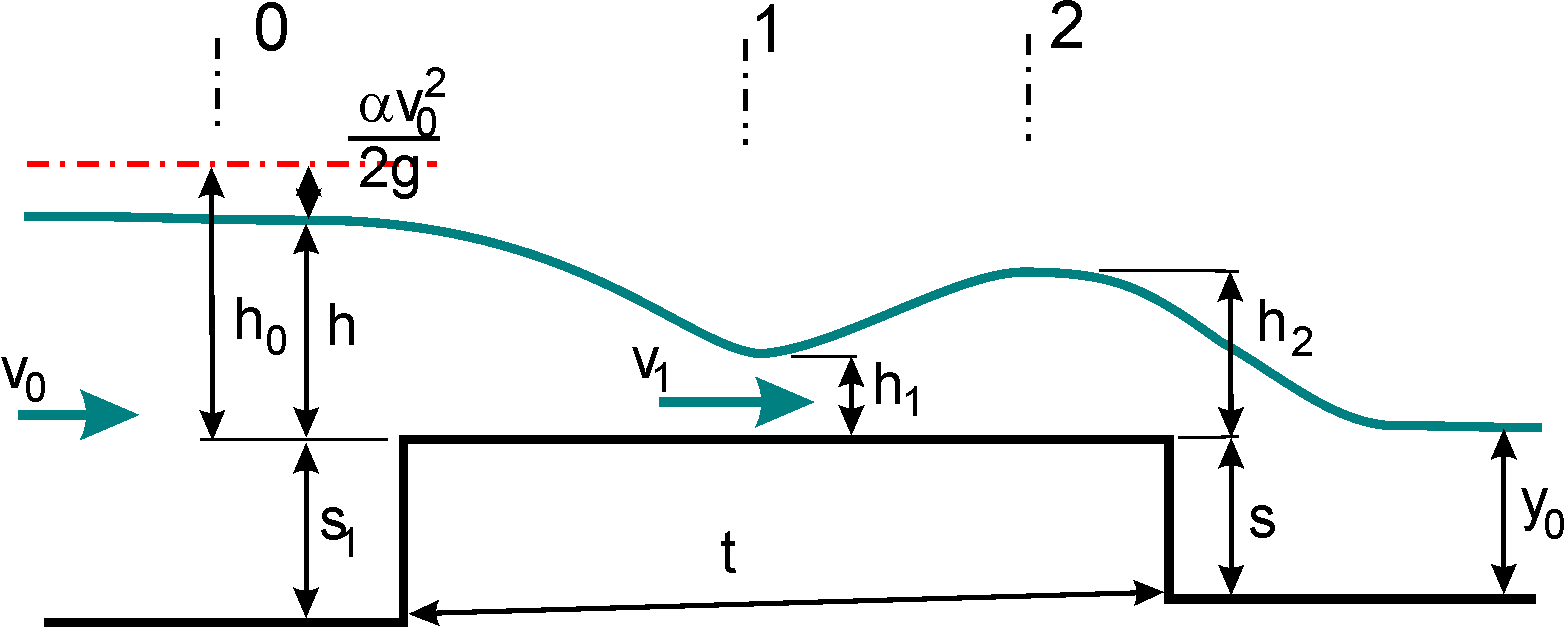
Přeliv se širokou korunou

Přeliv se širokou korunou je charakterizován šířkou koruny {\displaystyle t>(2-3)h}. Bývá proveden jako relativně nízký práh s vodorovnou horní plochou (viz obrázek výše). Na koruně přelivu v tomto případě vzniká proudění více-méně rovnoběžné s povrchem koruny a hloubkami blízkými proudění kritickému, takže se tvoří vlnovitý vodní skok. Rovnice přepadu se dá poměrně snadno odvodit z Bernoulliho rovnice pro profil před přelivem a profil nad korunou přelivu s nejmenší hloubkou, pro obdélníkový profil ve tvaru
{\displaystyle Q=\varphi bh_{1}{\sqrt {2g(h_{0}-h_{1})}}}
kde {\displaystyle \varphi } [-] je tzv. rychlostní součinitel, který závisí zejména na tvaru náběžné hrany prahu a význam ostatních symbolů je zřejmý ze schéma na obrázku. Po několika substitucích a úpravě vzorce lze dostat výsledný tvar, odpovídající standardní rovnici přepadu:
{\displaystyle Q=mb{\sqrt {2g}}\ h_{0}^{3/2}}.
Podle Pikalova platí
{\displaystyle \varepsilon _{1}={h_{1} \over h_{0}}}, kde {\displaystyle \varepsilon _{1}={{2\varphi ^{2}(2\varphi ^{2}-1)} \over {1+2\varphi ^{2}(2\varphi ^{2}-1)}}},
{\displaystyle \varepsilon _{2}={h_{2} \over h_{0}}}, kde {\displaystyle \varepsilon _{1}={{2\varphi ^{2}} \over {1+2\varphi ^{2}(2\varphi ^{2}-1)}}}
a součinitel přepadu
{\displaystyle m={{2\varphi ^{2}(2\varphi ^{2}-1)} \over {[1+2\varphi ^{2}(2\varphi ^{2}-1)}]^{3/2}}}.
Hodnota rychlostního součinitele se pohybuje od ca {\displaystyle \varphi =0,90} pro ostrou náběžnou hranu po ca {\displaystyle \varphi =0,951} pro plynule zaoblenou vstupní část prahu (ibid).

### Účinná šířka přelivu
V mnoha případech, zejména u jezů a bezpečnostních přelivů přehradních hrází je přeliv rozdělen pilíři na jednotlivá pole. Při obtékání pilířů dochází, zejména pokud mají nevhodný tvar, k odtrhávání proudu a vzniku úplavů u jejich stěn. Úplavy způsobují zúžení vlastního průtočného profilu, takže nelze počítat s geometrickou délkou koruny přelivu {\displaystyle b}, ale je nutné ji redukovat na tzv. účinnou šířku přelivu, která je
{\displaystyle b_{0}=b-0,1\xi nh_{0}}.
Ve vzorci je {\displaystyle \xi } [-] součinitel zúžení, závislý zejména na tvaru zhlaví pilíře, {\displaystyle n} [-] je počet míst zúžení (2 pro každé pole přelivu) a {\displaystyle h_{0}} [m] přepadová energetická výška (se zahrnutím rychlostní výšky přítokové rychlosti). Součinitel zúžení se pohybuje ca v rozmezí {\displaystyle \xi =1,0} pro zhlaví kolmé k podélné ose pilíře po {\displaystyle \xi =0,4} pro gotické zhlaví. Dá se dosáhnout i hodnot nižších, avšak tyto tzv. proudnicové profily mají značně složitý tvar a tudíž jsou stavebně dosti náročné a tedy i drahé.

### Nedokonalý (zatopený) přepad
Výše uvedené vztahy pro výpočet průtoku přes přeliv platí pouze za podmínky, že proudění není ovlivněno dolní vodou. Pokud proudění na přelivu dolní vodou ovlivněno je, je nutné průtok redukovat tzv. součinitelem zatopení {\displaystyle \sigma _{z}} [-], takže rovnice přepadu pak má tvar
{\displaystyle Q=\sigma _{z}mb{\sqrt {2g}}\ h^{3/2}}.
Přibližně pro ostrohranné přelivy platí, že k zatopení dochází při ca {\displaystyle 0,7<{H/s}}, kde {\displaystyle H} [m] je rozdíl hladin horní a dolní vody (spád) na přelivu, přesněji lze určit, zda ke zatopení dochází, podle grafu Pavlovského.. Součinitel zatopení pak určíme z Bazinova vztahu
{\displaystyle \sigma _{z}=1,05{\biggl (}1+0,2{h_{z} \over s}{\biggr )}{\sqrt[{3}]{H \over s}}}
kde {\displaystyle h_{z}} [m] je výška hladiny dolní vody nad přelivnou hranou, {\displaystyle s} [m] je výška přelivné hrany nade dnem odpadního kanálu a {\displaystyle H} [m] je spád (rozdíl hladin horní a dolní vody) na přelivu.
Pro určení, zda dojde k zatopení, a pro určení součinitele zatopení pro proudnicové přelivy je asi nejpodrobnější pomůckou graf USBR.
Pro širokou korunu nastane nedokonalý přepad pokud {\displaystyle y_{0}>s+h_{2}=s+\varepsilon _{2}h_{0}} a průtok v tomto případě bude
{\displaystyle Q=\varphi bh_{z}{\sqrt {2g(h_{0}-h_{z})}}}.